# Mesa receptora de sufragios

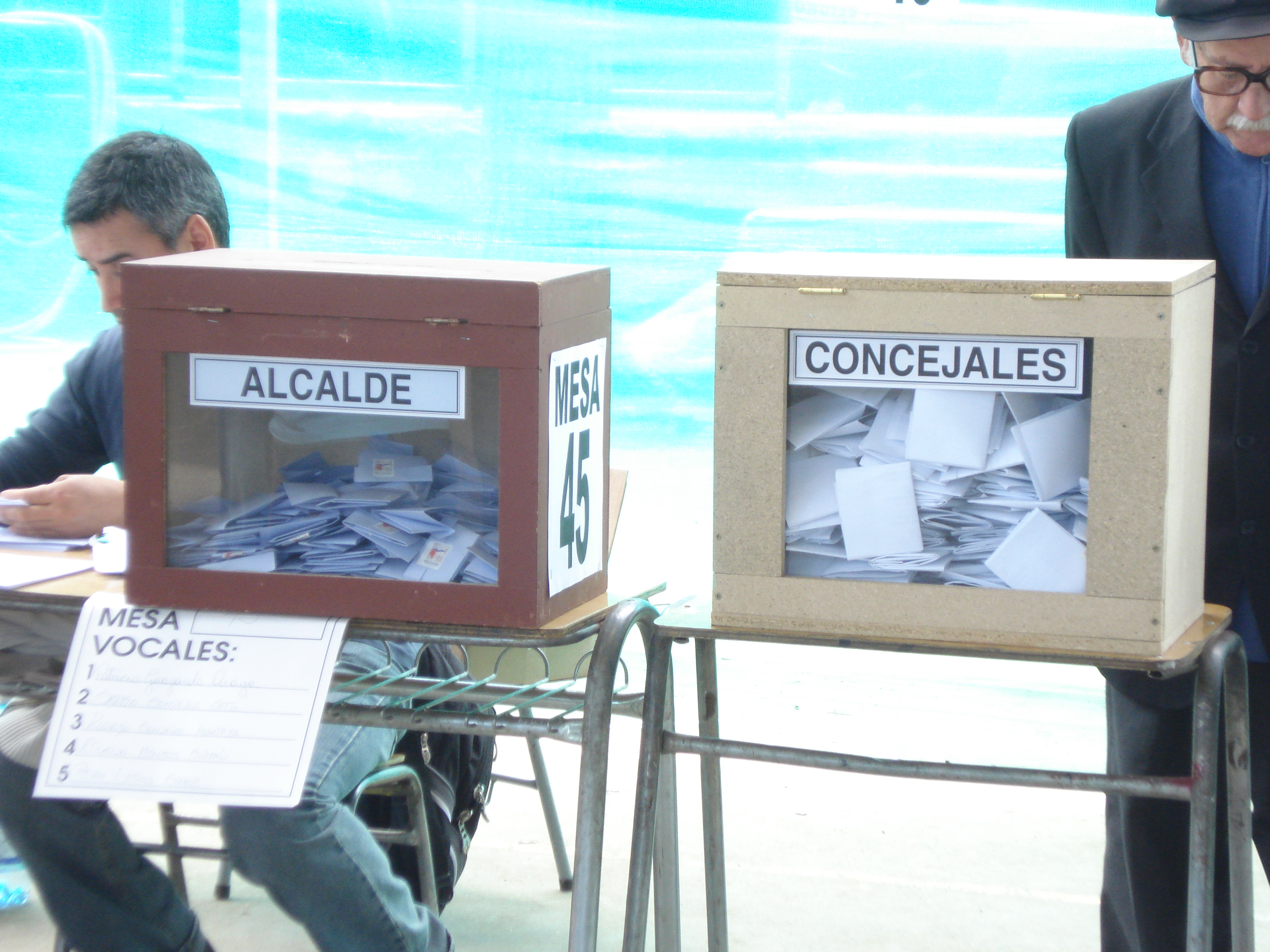
Urnas en una mesa receptora de sufragios utilizada en las elecciones municipales de 2008.

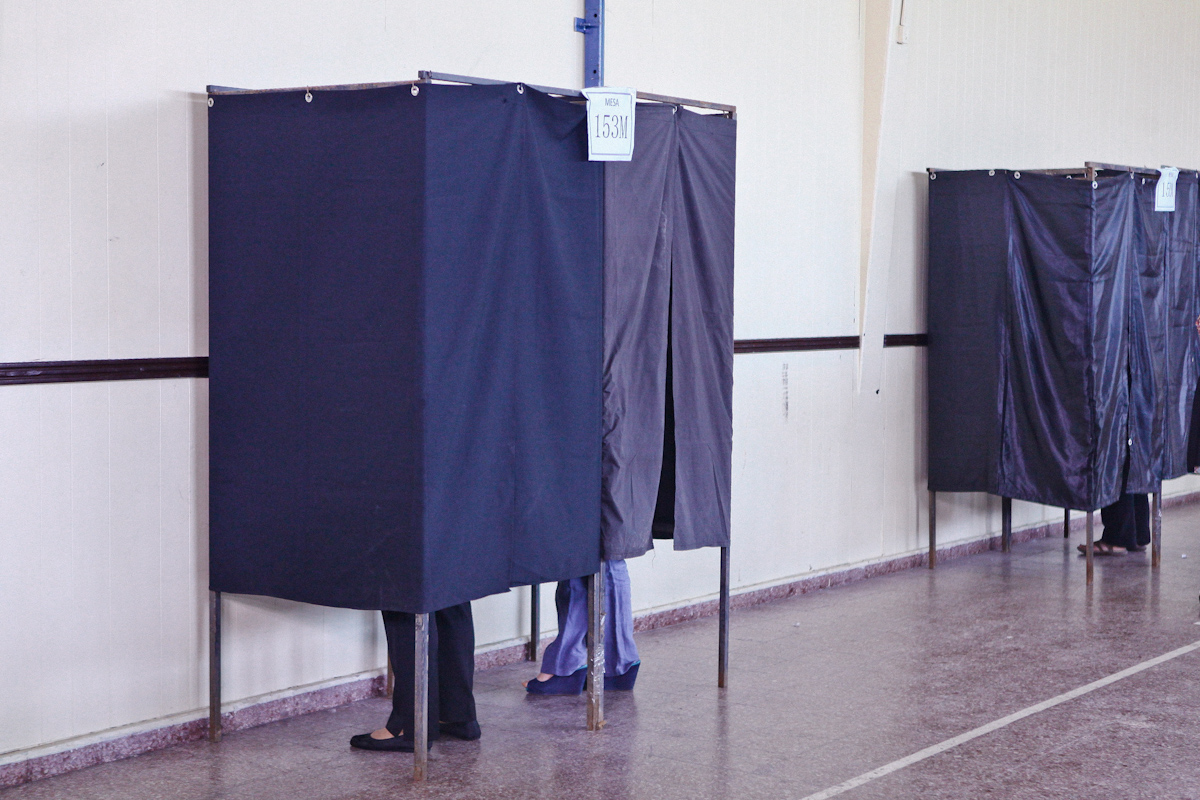
Cámaras secretas utilizadas en las elecciones de 2013.

Las mesas receptoras de sufragios constituyen un órgano electoral que tiene por finalidad recibir los votos que emitan los electores en los procesos electorales y plebiscitarios, hacer su escrutinio y cumplir las demás funciones que señala la Ley N° 18.700 de Chile.
Un vocal de mesa es el ciudadano designado por la Junta electoral para cumplir la función de recibir los votos que emitan los electores y de realizar el primer escrutinio, entre otras funciones que encomienda la ley 18.700. Cada mesa receptora de sufragios se compone de cinco vocales elegidos de entre los inscritos en el Padrón de Mesa respectivo. Sin embargo, para que la mesa inicie su funcionamiento el día de la elección es necesaria solo la presencia de tres de ellos.
Las mesas deben constituirse el día anterior a la elección, con la asistencia de al menos tres vocales de mesa. En esa ocasión se elegirán los cargos de presidente, secretario y comisario.
Para el derecho electoral la mesa receptora de sufragios constituye un órgano basal del sistema, ya que gracias a ella se oficia la votación y se escrutan las preferencias emitidas por los electores en las cédulas electorales.

## Composición
|  | Componentes: 1. Padrón de votantes de la mesa (registros 1-175). 2. Cédulas de votación. 3. Lápiz. 4. Urnas. 5. Tampón con tinta. 6. Sellos adhesivos para cerrar los votos. 7. Ejemplar de la Ley 18700 sobre Votaciones Populares y Escrutinios. 8. Formularios. 9. Cartillas de instrucciones para la mesa. 10. Padrón de votantes de la mesa (registros 176-350). 11. Cámaras secretas. Integrantes de la mesa: A. Presidente B. Secretario C. Comisario D. Vocales de mesa. E. Apoderados de partidos políticos y/o candidatos F. Votantes |